# Conseil de paix KNU/KNLA
Le Conseil de paix KNU/KNLA (KPC) est un groupe armé d'opposition en Birmanie.

## Histoire
Il est fondé le 31 janvier 2007 par le général de division Saw Htein Maung, alors commandant de la 7e brigade de l'Armée Karen de libération nationale (KNLA). Malgré son nom, il ne fait pas partie ni n'est parrainé par son ancienne organisation mère, l'Union nationale karen (KNU), ni par la KNLA. Le groupe est signataire de l'Accord national de cessez-le-feu, qui est finalisé en 2015.